# Kierikka och Keskinen
Kierikka och Keskinen eller Maunonen är en sjö i Finland. Den ligger i kommunen Toivakka i landskapet Mellersta Finland, i den södra delen av landet, 230 km norr om huvudstaden Helsingfors. Kierikka och Keskinen ligger 100,8 meter över havet. Den är 17,5 meter djup. Arean är 5,08 kvadratkilometer och strandlinjen är 36,28 kilometer lång. Sjön  ingår i Kymmene älvs huvudavrinningsområde. 